# Petit bonhomme
"Petit bonhomme" (em português: "Rapazinho") foi a canção que representou o Luxemburgo no Festival Eurovisão da Canção 1962 que teve lugar no Luxemburgo.
A canção foi interpretada em francês pelo cantor luxemburguês Camillo Felgen. Felgen já havia também representado o Luxemburgo no Festival Eurovisão da Canção 1960 com a canção "So laang we's du do bast" em luxemburguês. Foi a 14.ª canção a ser interpretada na noite do festival, a seguir à canção do Reino Unido "Ring-A-Ding Girl", interpretada por Ronnie Carroll e antes da canção da Itália "Addio, addio"), cantada por Claudio Villa. Felgen terminou em terceiro lugar (entre 16 participantes), tendo recebido um total de 11 pontos. No ano seguinte, em 1963, o Luxemburgo fez-se representar por Nana Mouskouri que cantou o tema  "À force de prier".

## Autores
- Letrista: Maurice Vidalin
- Compositor: Jacques Datin
- Orquestrador: Jean Roderes

## Letra
A canção é uma balada, com Felgen cantando a um rapaz que ele identifica como seu filho próximo do fim da letra. Ele diz-lhe que há muitas muito mais experiências para a geração do seu filho que para os mais velhos e que isso é uma boa coisa.

## Versões
Felgen gravou também esta canção em alemão intitulada "Du kleiner Mann".